# بنكسية كندولية
بنكسية كاندولية (الاسم العلمي: Banksia candolleana) هي نوع نباتي يتبع جنس البنكسية من فصيلة البروطية.